# S3 Savage
S3 Savage — линейка популярных в 1990-е годы графических процессоров компании S3 Graphics для персональных компьютеров.

## Savage 3D
Первым удачным 3D-ускорителем производства S3 Graphics стал Savage 3D. Его основной проблемой было (ставшее в дальнейшем проблемой всех видеокарт на чипсетах S3 Graphics) плохое качество драйверов, а также малый выход рабочих чипов. С другой стороны, Savage 3D получил некоторые интересные возможности, например «бесплатную» трилинейную фильтрацию и алгоритм компрессии текстур S3TC, который стал индустриальным стандартом. Savage 3D мало присутствовал на рынке, т. к. в заметных объёмах выпускался только одной компанией Hercules.

## Savage4
Многие недостатки Savage 3D были исправлены в Savage4. По сути, Savage4 был качественным и количественным развитием предыдущего чипа. В нём появились, например, однопроходное мультитекстурирование (два пикселя за один проход, но не за такт), и шина AGP 4Х. Что касается технических характеристик чипа, то он изготавливался по 250 нм техпроцессу и работал на частоте 125 МГц. Частота памяти составляла 125 МГц на модели Savage4 и 140 МГц на модели Savage4 Pro. Тип используемой памяти — SDRAM, объём — 8-32 МБ, ширина шины — 64 (128 бит, версия Savage 4 pro+) бит. Встроенный TV-декодер был убран, взамен был добавлен контроллер DVI, DVD-декодер также оставался на высоте.
Также существовала LT-версия чипа, её единственное отличие — пониженное энергопотребление. Вообще, данная версия была предназначена для ноутбуков, но некоторые производители выпустили LT-версии видеокарт.
Благодаря исключительно качественной для тех времен трилинейной фильтрации и технологии сжатия текстур S3TC, Savage4 давал весьма качественное изображение. С другой стороны, из-за 64-битной шины памяти, игровая производительность в 32-битном цвете была крайне низкая, по сути, использование видеокарты для игры в таком режиме было невозможным. К тому же, драйверы снова имели множество проблем.  Не стоит забывать так же об API  S3 Metal - подобной Glide от 3Dfx, позволяющей порой достичь 1.5х кратное ускорение, по сравнению с Direct3D. Но S3 Metal отличался крайней нестабильностью в играх (частые вылеты, тот же Unreal) "лечилось" это подбором драйвера и всяческими версиями библиотеки S3 Metal, доходило до того, что к каждой игре была своя версия S3 Metal, дабы исключить так называемые "вылеты" из игры  - что окупалось  низкой стоимостью видеокарты и высокой производительностью.
Savage4 Pro  можно было сравнивать (с оговорками, при использовании 16 битной графики) с другими тогдашними новинками: 3dfx Voodoo3, ATI Rage 128, Matrox G400 и NVIDIA Riva TNT2.
Самой хорошо устойчиво работающей игрой, да и красивой из всех является Unreal Tournament, особенно в сочетании поддержки S3TC (S3 Metal), Serious Sam.
Данные о производительности чипа S3 Savage4 можно почерпнуть из статьи, с сайта ixbt.com http://www.ixbt.com/video/ds-iii-s540.html ?